# Tornerò
Tornerò var Rumäniens bidrag till Eurovision Song Contest 2006, och sjöngs på engelska och italienska av Mihai Trăistariu och skrevs av Mihai Traistariu och Eduard Cîrcotă. Tornerò vann Rumäniens nationella uttagning den 26 februari 2006, med totalt 22 poäng. Sången är en upptempo-låt, där jag-personen talar till en person från ett tidigare förhållande, och att han skall återvända till denna. Refrängen är på italienska.
Låten fick 172 poäng i Eurovision Song Contest, Rumäniens högsta poängnotering någonsin, och den slutade på 4:e plats.
Efter tävlingen blev "Tornerò" en världshit i Grekland, Cypern, Malta, Sverige, Norge, Finland, Danmark, Irland, Spanien, Portugal, Litauen, Lettland, Makedonien, Kroatien, Serbien, Moldavien, Bulgarien, Ukraina, Polen, Belgien, Turkiet och Nederländerna. Nya inspelningar gjordes av Mihai Trăistariu själv samt de grekiska artisterna Tamta och Anna Vissi.